# Врецьона Григорій Захарович
Григорій Захарович Врецьона (8 жовтня 1839, м. Винники — 2 листопада 1901, Львів) — український педагог і освітній діяч, редактор, видавець педагогічного журналу, автор підручників і популярних видань.

## Життєпис
Григорій Врецьона народився і жив у Винниках. Батьки: Захарій Врецьона і його дружина Анастасія Банах.
Початкову освіту здобув у 1850 р. у місцевого дяка Самойловича. Далі продовжив навчання, мешкаючи в бурсі Ставропігійського інституту. Спочатку навчався у греко-католицькій взірцевій школі, потім — у бернардинській гімназії. Після навчання закінчив дворічні педагогічні курси.

### Педагогічна діяльність
Педагогічну діяльність Григорій Врецьона розпочав на початку 1862 року — спершу як шкільний практикант у взірцевій греко-католицькій школі при Народному домі Львова. З 1 березня 1862 р. працював учителем у селі Підгірці Золочівського повіту. Тут працював упродовж 15-ти років — спершу вчителем, а пізніше-управителя двокласної школи.
З 1877 р. Григорій Врецьона — старший учитель, а наприкінці своєї праці — заступник управителя в єдиній на той час українській школі при чоловічій учительській семінарії у Львові. Активно відстоював право українців на рідну школу, його позиція базувалася на засадах народності, демократизації, гуманізації навчально-виховного процесу. Саме у цей період найяскравіше виявився талант Григорія Захаровича як педагога, громадського діяча й видавця. Першу народну школу з українською мовою викладання він називав «єдиноє сонце на нашім небосклоні». Вважав необхідним спільну працю навчального закладу, батьків і громади у вирішенні освітньо-виховних завдань.

### Громадська діяльність
Григорій Врецьона — відомий у Галичині громадський діяч. Член ряду українських товариств, директор Крайового Кредитового Союзу, один з організаторів товариства «Просвіта» у Львові. Разом з о. Г. Гірняком організував «Просвіту» і у Винниках (1896 р.). Він здобув собі славу чесної, безкорисливої, відданої національній ідеї людини. Г. Врецьона активно публікувався в педагогічних часописах «Учитель», «Слово», «Газета шкільна», «Ластівка», «Діло», «Зоря».

### Науково-видавнича діяльність
У 1880 р. Григорій Врецьона заснував перший професійний вчительський журнал «Школьна Часопись» з метою «розбудити» вчителів і розпочати шкільний рух. Упродовж 10-ти років він був незмінним редактором цього журналу, з яким співпрацювали відомі в Галичині автори — Олександр Барвінський, Михайло Банах, Павло Кирчів, Іван Хабаровський, Роман Заклинський, Кирило Кахникевич, Наталія Гладилович, Стефан Ковалів.
Г. Врецьона був активним діячем шкільного товариства «Поміч», що було різновидом бурси. Тут навчали бідну молодь, забезпечували її житлом, одягом, харчуванням та підручниками. Завдяки діяльності товариства, вже на третьому році школа мала 340 дітей (4 класи для хлопців і 5 для дівчат) та 11 педагогів.
У зв'язку з важкою хворобою вийшов на пенсію у вересні 1901 р. цісарсько-королівська Крайова шкільна рада, враховуючи його багаторічну плідну діяльність, зробила подання до центрального уряду у Відні про нагородження педагога Золотим хрестом за заслуги.
Помер Григорій Врецьона 2 листопада 1901 р. Похований на 74 полі Личаківського кладовища у Львові поряд зі своїми синами.

## Праці
- Врецьона Г. Які учителі, такі і школи // Газета школьна. 1878. Ч. 16 ;
- Врецьона Г. Учиттелі і їх вліянє // Школьна Часопись. 1880. Ч. 1 ;
- Врецьона Г. Руська образцева школа // Учитель (Додаток до «Ластівки»). 1880.Ч.1;
- Врецьона Г. Справи руського товариства педагогічного // Школьна Часопись.1881.Ч.23,24;
- Врецьона Г. Зоня. Безплатна вчителька: Повість нестарого педагога… для молодих і старих. Л.,1883;
- Врецьона Г. Новомоднії основи виховання // Школьна Часопись. 1886. Ч. 19-20;
- Врецьона Г. Практична наука руской правописи в народних школах. Л., 1888;
- Врецьона Г. Народно-рускій катехізм. Л., 1894.